# Кызылтепа
Кызылтепа (узб. Qiziltepa / Қизилтепа) — город (с 1979 года), административный центр Кызылтепинского района Навоийской области Узбекистана.

## Инфраструктура
В городе расположена одноимённая железнодорожная станция (на линии Навои — Бухара) и размещены предприятия лёгкой промышленности.

## Население
| 1979 | 1989 |
| ---- | ---- |
| 5154 | 9884 |